# Le Buisson-de-Cadouin
Le Buisson-de-Cadouin é uma comuna francesa na região administrativa da Nova Aquitânia, no departamento Dordonha. Estende-se por uma área de 50,08 km². Em 2010 a comuna tinha 2 004 habitantes (densidade: 40 hab./km²).